# Бутанський поштовий музей
Бутанський поштовий музей (англ. Bhutan Postal Museum) був відкритий 7 листопада 2015 року в приміщенні Головного поштамту в столиці Тхімпху. Музей пошти розповідає історію розвитку комунікацій, транспорту і поштових послуг в історії Бутану. Історія розповідається через колекцію різних артефактів і багатого асортименту марок, які Бутан виробляв протягом багатьох років.
Бутанський поштовий музей популярний серед іноземних туристів і включений в список «Must Visit Attraction» Бутану. Музей працює з понеділка по суботу з 9:00 до 17:00 влітку та з 9:00 до 16:00 взимку.

## Експозиція (галереї)
П'ять галерей показують розвиток поштової системи Бутану, від ранніх поштових агентств до часто колекційних марок Бутану:
Галерея I використовується для тимчасових виставок, що міняються залежно від особливих подій в країні і випуску марок.
Галерея II простежує історію спілкування в допоштову епоху, коли посильні використовувалися для доставки урядових указів і листів.
Галерея III розповідає історію розвитку поштової і телеграфної системи в Бутані і демонструє старе поштове і телеграфне обладнання, прилади і меблі.
У галереї IV представлені випуски марок, присвячені династії Вангчук, з інформацією, наданою про початок монархії в Бутані в 1907 році, і короткою історією життя наступних королів Бутану.
Галерея V показує поштові марки Бутану, які використовувалися як «Маленькі посли» для просування незалежності Бутану, його багатої культури, фауни і флори. На виставці представлені, крім іншого, знамениті «балакучы марки» Бутану.